# BT-7
O BT-7  foi o último da série BT de tanques de cavalaria soviéticos, que foram produzidos em grande número entre 1935 e 1940. Eram levemente blindados, mas razoavelmente bem armados em relação ao seu tempo, e tinham mobilidade muito melhor do que outros projetos de tanques contemporâneos, chegando a alcançar até 55 KM/H. Os tanques BT eram conhecidos pelo apelido de Betka do acrônimo, ou pelo seu diminutivo Betushka.
O sucessor do Tanque BT-7 seria o famoso tanque médio T-34, lançado em 1940, que iria substituir todos os tanques soviéticos ligeiros, tanques de infantaria, e tanques médios, então em serviço.

## Desenvolvimento
Os primeiros protótipos do BT-7 tiveram uma torre distinta em forma de elipse, montando nela a arma principal e uma metralhadora coaxial. A especificação do projeto também exigiu que o modelo permitisse a instalação de novas armas sem qualquer alteração significativa na estrutura, sendo elas: O canhão KT-26 ou o PS-3 de 76 mm (cano curto) e a arma anti-tanque de 45 mm M1932, , uma arma de cano longo e de alta velocidade muito útil contra tanques, mas menos eficaz do que o canhão de 76 mm contra a infantaria.
Na parte traseira da torre, havia um deposito em forma de cilindro para 18 munições de 45 mm ou uma estação de rádio. O protótipo sofreu um extenso programa de testes no verão e no outono de 1934. Como resultado desses testes, sentiu-se que uma metralhadora era desnecessária em um tanque com uma tripulação de 3 homens, especialmente porque fazia a montagem mais complicada, mesmo assim esta não foi descatada.
Portanto, no início de 1935, o tanque entrou em produção com um design mais simples, incorporando a torre do BT-5 . (No entanto, a ideia do canhão de 76 mm não foi abandonada e se iniciou o desenvolvimento de uma nova torre para o BT-7 a partir da torre do T-26) No modelo de produção inicial, a torre abrigou um canhão de 45 mm e uma metralhadora DT. Em alguns dos tanques, foi instalado um modelo de rádio 71-TC com um sistema de antenas.
A tripulação consistiu em três homens: o comandante (que também serviu como artilheiro); o carregador e o motorista. Em 1937, a empresa lançou a produção do BT-7 com uma torre cônica. O armamento principal permaneceu o mesmo, mas a capacidade de armazenamento de munição foi aumentada para 44 projéteis. Todos os tanques de serviço receberam uma metralhadora DT na parte traseira da torre. Para o disparo da arma principal e da metralhadora coaxial durante a noite, o tanque estava equipado com dois faróis especiais de tipo projetor. Posteriormente, essas luzes foram adaptadas aos modelos anteriores do tanque. Também foram feitas melhorias nas lagartas e na caixa de transmissão em 1938.
Em paralelo com a principal modificação, foram produzidos 154 tanques de artilharia BT-7A entre 1936 e 1938. Estes foram equipados com uma torre maior e com o canhão tipo KT de 76 mm com 50 munições (40 em um tanque equipado com rádio).
A partir de dezembro de 1939, o BT-7A entrou em produção com algumas pequenas modificações - reforço adicional para a blindagem, uma escotilha no chão e um filtro de ar melhorado. Os tanques movidos a diesel foram mais eficientes em termos de consumo, sendo os tanques a gasolina colocados em reserva.

## Histórico de combate
Em junho de 1941, no início da Operação Barbarossa , o BT-7 era o principal tanque de cavalaria do exército soviético. Durante as operações as perdas foram altas, com mais de 2.000 tanques da série BT-7 perdidos nos primeiros 12 meses na Frente Oriental . Alem disso centenas de unidades foram imobilizadas antes da invasão por falta de manutenção, e estas tiveram que ser abandonadas quando as forças soviéticas se retiraram para o leste. O BT-7 continuou a ser operado pelas forças blindadas e mecanizadas do Exército Vermelho durante quase toda a guerra, mas em números muito reduzidos após 1941 sendo retirados da frene de combate gradativamente.
Os tanques da série BT-7 continuaram em uso pelos soviéticos no Extremo Oriente, contra as forças japonesas que não tinham os tanques pesados de seus aliados alemães. Os tanques BT-7 foram empregados contra as forças japonesas nas Batalhas de Khalkhin Gol em 1939 e na operação ofensiva na Manchuriana em 1945.